# استعراش آل بوربون
استعراش آل بوربون (بالإنجليزية: The Bourbon Restoration)‏ للحكم في فرنسا، هي الفترة من التاريخ الفرنسي التي تلت أول سقوط لنابليون عام 1814 وهزيمته النهائية في حرب المئة يوم عام 1815، حتى ثورة يوليو في عام 1830. وصل إخوة الملك لويس السادس عشر الذي نُفذ به حكم الإعدام إلى السلطة وحكموا بأسلوب محافظ للغاية. وعاد موالو الحكم الملكي المنفيون إلى فرنسا. لكنهم على الرغم من ذلك كانوا عاجزين عن إعادة معظم التغييرات التي أحدثتها الثورة الفرنسية ونابليون إلى سابق عهدها. عُوملوا باحترام في مؤتمر فيينا، لكن كان لزامًا عليهم التنازل عن كل المكاسب الإقليمية تقريبًا التي حققوها منذ عام 1789.

## خلفية
عقب الثورة الفرنسية (من عام 1789-حتى عام 1799) أصبح نابليون حاكمًا لفرنسا. وبعد سنوات من توسع إمبراطوريته الفرنسية عبر الانتصارات العسكرية المتتابعة، هزمته عصبة من القوى الأوروبية في حرب التحالف السادس، أنهت هذه الهزيمة الإمبراطورية الأولى عام 1814، وأعادت الحكم الملكي لأخوة الملك لويس السادس عشر. استمرت عودة آل بوربون منذ نحو السادس من أبريل عام 1814 حتى الانتفاضات الشعبية لثورة يوليو عام 1830. كانت هناك فترة استراحة في ربيع عام 1815 -«المئة يوم»- وقتما أجبرت عودة نابليون آل بوربون على الهرب من فرنسا. وعندما هُزم نابليون مجددًا على يد التحالف السابع، عادوا إلى السلطة وكان ذلك في يوليو.

## المُلكية الدستورية

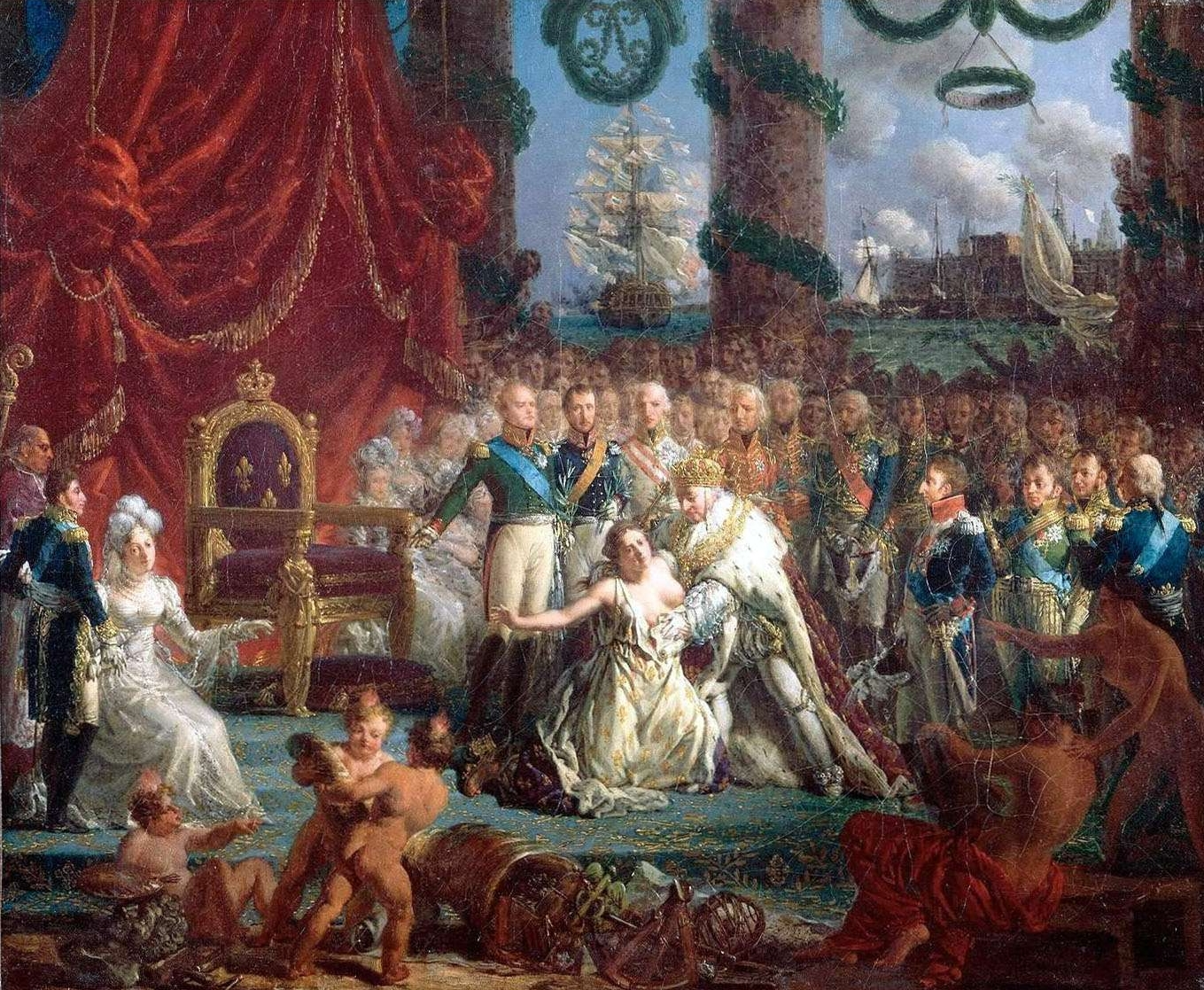
الممثلون: لويس الثامن عشر، لويس أنطوان دارتوا، دوق أنغوليم، ماري تيريز شارلوت من فرنسا، دوقة أنغوليم، ألكسندر أنجيليك دي تاليران بيريغورد، لويس الخامس جوزيف دي بوربون، أمير كوندي الثامن، تشارلز العاشر، شارل فرديناند دارتوا، دوق بيري، ألكسندر الأول، إمبراطور روسيا، فرنسا

أثناء العودة، كان حكم آل بوربون الجديد عبارة عن مُلكية دستورية، خلاف الحكم الأترافي المطلق، لذا كانت سلطة هذه المُلكية محدودة بعض الشيء. وافق الملك الجديد، لويس الثامن عشر، على غالبية الإصلاحات التي فُرضت بين عامي 1792 و1814. كانت الاستمرارية سياسته الأساسية. لم يُحاول استعادة الأراضي والممتلكات التي صوردت من الملكيين المنفيين. تابع الأهداف الأساسية لسياسة نابليون الخارجية بطريقة مسالمة، مثل الحد من نفوذ النمسا. خالف لويس الثامن عشر نابليون فيما يتعلق بإسبانيا والإمبراطورية العثمانية، بغية استعادة الصداقة التي كانت سائدة حتى عام 1792. اتسمت الفترة برد فعل محافظ حاد، تلته حوادث طفيفة ولكن مستمرة من الاضطرابات والبلبلة المدنية. من ناحية أخرى، كان الوضع السياسي مستقرًا نسبيًا حتى عهد شارل العاشر. وشهدت هذه الفترة أيضًا إعادة الكنيسة الكاثوليكية إلى مكانتها بصفة قوى كبرى في السياسة الفرنسية. طوال فترة عودة آل بوربون، اختبرت فرنسا فترة من الازدهار الاقتصادي المستقر ومبادرات للتصنيع.

## التغييرات الدائمة في المجتمع الفرنسي
أحدثت عصور الثورة الفرنسية ونابليون سلسلة من التغييرات الكبيرة في فرنسا ولم تستطع عودة آل بوربون إعادة الأمور إلى نصابها. أصبحت فرنسا مركزية للغاية، إذ أصبحت جميع القرارات المهمة تُتخذ في باريس. أعيد تنظيم الجغرافيا السياسية كليًا وأصبحت موحدة. قُسمت فرنسا إلى أكثر من 80 إدارة استمرت حتى القرن الواحد والعشرين. كان لكل الإدارات بُنية إدارية متطابقة، وكان يديرها بإحكام حاكم يُعين في باريس. أُلغيت جميع الاختصاصات القضائية المتعددة والمعقدة والمتداخلة للنظام القديم، ووضع قانون قضائي نموذجي واحد، يديره قضاة يُعينون في باريس، بدعم من الشرطة الخاضعة للحكم الوطني.
فقدت الكنيسة الكاثوليكية جميع أراضيها ومبانيها خلال الثورة، إذ بيعت أو خضعت لسيطرة الحكومات المحلية. حافظ الأسقف على حكم أبرشيته (الأمر الذي كان متسقًا مع حدود الإدارة الجديدة) وتواصل مع البابا عبر الحكومة في باريس. دفعت الدولة رواتبًا للأساقفة والقساوسة والراهبات وبقية رجال الدين. استُبقيت جميع الشعائر والطقوس الدينية، وحافظت الحكومة على الأبنية الدينية. سُمح للكنيسة بتنشيط معاهدها اللاهوتية الخاصة بالإضافة إلى مدارس محلية إلى حد ما، رغم أن هذا الأمر أصبح قضية سياسية مركزية في القرن العشرين. انخفض نفوذ الأساقفة كثيرًا عما سبق، ولم تكن لديهم قوة سياسية. مع ذلك، أعادت الكنيسة الكاثوليكية خلق ذاتها وأبدت تركيزًا جديدًا على التدين الشخصي، وهذا ما أعطاها سطوة على سيكولوجية المؤمن. أصبح التعليم العام مركزيًا، وكان المعلم الأكبر لجامعة فرنسا يتحكم بكل عناصر نظام التعليم الوطني من باريس. افتُتحت جامعات تقنية جديدة في باريس ومازالت ذات دور بالغ الأهمية في تدريب النخبة حتى يومنا هذا.
انقسم الفكر المحافظ بشدة إلى الطبقة الأرستقراطية القديمة العائدة والنُخب الجديدة التي ظهرت بعد عام 1796. كانت الأرستقراطية القديمة متلهفة لاستعادة أراضيها، لكنها لم تشعر بالولاء للسلطة الجديدة. أما النخبة الجديدة، «نبلاء الامبراطورية»، فسخروا من المجموعة القديمة بصفتها بقايا عفا عليها الزمن لنظام فقد مصداقيته وقاد الأمة إلى كارثة. تشاركت كلتا المجموعتين الخوف من الفوضى الاجتماعية، لكن مستوى عدم الثقة بالإضافة إلى الفروق الثقافية كان كبيرًا جدًا، وكان النظام الملكي متضاربًا جدًا في سياساته، لدرجة يصعب معها التعاون السياسي.
عادت الطبقة الأرستقراطية القديمة واستعادت الكثير من الأراضي التي كانت تمتلكها بصورة مباشرةً في السابق. ومع ذلك، فقدت جميع حقوقها الإقطاعية ببقية الأراضي الزراعية، ولم يعُد المزارعون خاضعين لسيطرتها. توددت الأرستقراطية القديمة إلى أفكار التنوير والعقلانية. وأصبحت الأرستقراطية أكثر محافظةً ودعمًا للكنيسة الكاثوليكية. وبالنسبة لأفضل الوظائف، كانت الجدارة هي السياسة الجديدة، كان على الأرستقراطيين التنافس مباشرة مع الأعمال النامية وطبقة الحرفيين.
أصبح الشعور العام المناهض للكنيسة أقوى من أي وقت مضى، لكن هذه المرة كان مرتكزًا إلى عدة عناصر من الطبقة الوسطى وحتى طبقة الفلاحين. كانت أكبر جموع الشعب الفرنسي فلاحين في الأرياف أو عمالًا مُعدمين في المدن. واكتسبوا حقوقًا جديدة واحساسًا جديدًا بوجود الإمكانيات. ورغم تخلصها من العديد من الأعباء القديمة والتسلط والضرائب، بقيت طبقة الفلاحين تقليدية للغاية في سلوكها الاجتماعي والاقتصادي. حصل العديد من المتلهفين على قروض لشراء أكبر قدر ممكن من الأراضي لأبنائهم، لذا كان الدين عاملًا مهمًا في حساباتهم. أما الطبقة العاملة في المدن فكانت عنصرًا صغيرًا، وتحررت من العديد من القيود التي فرضتها عليها نقابات القرون الوسطى. مع ذلك، كان سير فرنسا في اتجاه التصنيع بطيئًا جدًا، وبقي الكثير من العمل شاقًا دون آليات أو تكنولوجيا لتساعد في إنجازه. كانت فرنسا وقتها ذات طابع محلي، خصوصًا فيما يتعلق باللغة، لكن برزت في ذلك الوقت قومية فرنسية ناشئة أظهرت كبرياءها الوطني في مجالي الجيش والشؤون الخارجية.
في بداية «أيام مئات»، أطاح الإمبراطور نابليون أنا بزهو وعاد إلى باريس من ألبا. مع إشادة بالدوار والفرح الحشود الفرنسية بكافة الطرق. قادمة من بعيد مع نشر الأخبار المسبق لنهجه على طول الطريق، تضخم الحشود جيشه بين عشية وضحاها في ظهره، تنمو في كل خطوة، حتى بتجميع القوات جداً التي أرسلت إلى إلقاء القبض عليه بالنظام الملكي في مناسبات عدة. مع هروب الملك، بعد أن وصلت إلى باريس، حتى استعادت بلده كرامتهم الإمبراطور. الدول الأوروبية الكبرى الترحيب من أي مكان بالقرب، وأنها سرعان ما حشد الجيوش مرة أخرى. وادي هذا إلى هزيمة حاسمة نابليون عام 1815 في معركة واترلو.
وهناك أدلة تذكر أن النظام بوربون أخذ أي درس في أعقاب، وأصبح يزداد مزعج للجماهير الباريسية، وجميع أنحاء فرنسا بصورة عامة. مشاكل والأراضي سرعان ما عاد بسلوك المحكمة القيادة الكراهيات جديدة المنزل بين الطبقات العليا والسفلي.
بيد أن النظام الجديد بوربون نظام ملكي دستوري، خلافا  النظام القديم، الذي كان مطلقا، حيث كان بعض القيود عن قدراته لقمع السكان بصفة عامة. تميزت الفترة رد فعل المحافظين حاد، وما يترتب عليه من التواجدات بسيطة ولكنها متسقة من الاضطرابات المدنية واضطرابات. أنه شهد أيضا إعادة بناء الكنيسة الكاثوليكية كقوة في السياسة الفرنسية، وأن كان ليس بنفس القدر في قلوب الناس، العديد منهم الاحتفاظ بوجهات نظر جديدة وأكثر تحرراً.